# Dakoro
Dakoro  là một tổng thuộc  Léraba (tỉnh) ở tây nam  Burkina Faso. Thủ phủ là thị xã Dakoro. Theo điều tra dân số năm 1996, tổng này có tổng dân số 12.864 người.

## Các thị xã và làng xã
- Thị xã Dakoro	(7 121 dân) (thủ phủ)
- Diérisso	(829 dân)
- Lemagara	(833 dân)
- Moadougou	(1 883 dân)
- Kasseguera	(2 198 dân)